# Myrcia neospruceana
Myrcia neospruceana är en myrtenväxtart som beskrevs av E.Lucas och Marcos Sobral. Myrcia neospruceana ingår i släktet Myrcia och familjen myrtenväxter. Inga underarter finns listade i Catalogue of Life.